# Katarakti na Nilu
Katarakti na Nilu so plitve bele brzice reke Nil med Asuanom v Egiptu in Kartumom v Sudanu, kjer se površina reke zlomi na mnogo majhnih skalah in kamenju, ki štrlijo iz rečne struge, kot tudi ob mnogih skalnatih otočkih. V nekaterih krajih so ti odseki bolj divje vode in morda dobro označene kot brzice, na drugih pa je vodni tok manj valovit.

## Šest kataraktov
Brzice se štejejo od spodnjega proti zgornjemu toku (od severa proti jugu), zato je prvi katarakt v današnjem Egiptu, vsi drugi do šestega pa so v Sudanu.
- Prvi katarakt je pri Asuanu v Egiptu (24°04′41″N 32°52′41″E / 24.078°N 32.878°E) in je bil izbran za gradnjo Asuanskega jezu, za katerim je nastalo Naserjevo jezero. To je bil prvi jez, zgrajen čez Nil.
- Drugi katarakt (ali Veliki katarakt) je bil v Nubiji in je zdaj potopljen pod Naserjevim jezerom (21°29′N 30°58′E / 21.48°N 30.97°E).
- Tretji katarakt je blizu Tombosa/Hanneka (19°46′N 30°22′E / 19.76°N 30.37°E).
- Četrti katarakt je bil pri Dar Manasirju v puščavi Manasir in ga je zalil jez Merowe, ki so ga začeli graditi v tretji četrtini leta 2008 (18°55′N 32°22′E / 18.91°N 32.36°E).
- Peti katarakt je blizu sotočja Nila in reke Atbarah (17°40′37″N 33°58′12″E / 17.677°N 33.970°E).
- Šesti katarakt, kjer Nil preseka pluton Sabaluka pri starodavnem kraju Meroë (16°17′17″N 32°40′16″E / 16.288°N 32.671°E).

## Značilnosti
Beseda katarakt je grška beseda in dobesedno pomeni "hiteti navzdol", "brzica" ali "slap", vendar nobeden od šestih Nilovih osnovnih kataraktov ni bil natančno opisan kot slap in glede na splošne opredelitve so to precej majhne brzice. Geologi pravijo, da je regija v severnem Sudanu tektonsko aktivna in ta dejavnost je povzročila, da ima reka "mladostno" lastnost. Nubijsko višavje je preusmerilo pot Nila na zahod in ker je njegova globina plitva, povzroča nastanek kataraktov. Tudi ko je struga erodirana in se masa zemlje dvigne, so deli struge izpostavljeni. Te posebnosti reke med Asuanom in Kartumom so odseku dale ime Katarakti Nila, medtem ko je nižji del običajno imenovan "egiptovski" Nil. Geološko razlika med tema dvema deloma reke je precejšnja. Severno od Asuana struga ni skalnata, temveč je sestavljena iz sedimenta in sploh ni plitva. Verjamejo, da je podlaga v preteklosti toliko erodirala, da je danes več tisoč metrov nižja. To je ustvarilo velik kanjon (Eonil), ki je napolnjen z usedlino, ki delno izvira iz Sredozemlja.
Kljub tem značilnostim so nekateri katarakti običajno neprehodni za ladje, ker so plitvi. Plovni so izjemoma v obdobju poplav.
V starih časih se je Zgornji Egipt raztezal južno od delte Nila do prvega katarakta, medtem ko je bila v začetku zemlja pod nadzorom starodavnega kraljestva Kuš, ki ga je kasneje, v letih 760 do 656 pred našim štetjem, zavzel Egipt.
Šest osnovnih kataraktov Nila je obširno opisanih v evropskih zapisih, predvsem v The River War (1899) Winstona Churchilla, v katerih pripoveduje o junaštvih Britancev, ki so se poskušali vrniti v Sudan med letoma 1896 in 1898, ko so ga bili prisiljeni zapustiti leta 1885.